# Commodià
Commodià (en llatí Commodianus) va ser un poeta romà de religió cristiana que va compondre un poema contra les divinitats paganes. No es té cap informació sobre aquest autor, excepte les que es poden trobar en la seva obra. Algunes paraules que utilitza fan creure que era africà. Diu de forma expressa que durant molt de temps va ser pagès, però que es va convertir al cristianisme llegint les Escriptures. S'aplica a ell mateix l'epítet gazaeus, cosa que fa pensar que podria estar relacionat amb la ciutat de Gaza, a Palestina.
Va escriure una obra titulada Instructiones adversus Gentium Deos pro Christiana Disciplina, dividida en vuitanta seccions, les primeres trenta-sis dirigides als gentils per guanyar-los per la fe veritable. Les nou que segueixen condemnen els jueus davant la seva obstinació i ignorància, i la resta de l'obra va dirigida als penitents i als catecúmens. És una obra d'un gran fervor i devoció per la propagació de l'Evangeli, però el seu llenguatge és sec i dur, i poc atractiu. Tot i que vol imitar el sistema poètic antic, els seus versos no respecten la quantitat sil·làbica. Utilitza amb profusió els acròstics: les inicials dels vint-i-sis versos finals, quan es llegeixen de baix cap dalt diuen: Commodianus mendicus Christi, i el tema general i el contingut de cada capítol s'expressa amb les inicials dels primers versos. Va viure al final del segle iii.